# Baptistkyrkan, Motala
Baptistkyrkan är en kyrkobyggnad i Motala, Motala kommun. Kyrkan var från början dubbelansluten till Örebromissionen och Svenska Baptistsamfundet. 2012 lämnade församlingen Baptistsamfundet och kyrkan tillhör numera Evangeliska Frikyrkan.

## Historia
Den nuvarande kyrkan invigdes 1960 och är belägen på Storgatan 5 i Motala.

## Orgel
Den nuvarande orgeln byggdes 1967 av Gebrüder Jehmlich, Dresden, Tyskland. Orgeln är mekanisk. Innan orgel fanns användes ett harmonium.
| Huvudverk I   | Svällverk II      | Pedal         | Koppel |
| Rörflöjt 8'   | Gedackt 8'        | Subbas 16'    | I/P    |
| Principal 4'  | Rörpommer 4'      | Gemshorn 8'   | II/P   |
| Spetsflöjt 4' | Principal 2'      | Kvintadena 4' | II/I   |
| Waldflöjt 2'  | Ters 1 3⁄5'       |               |        |
| Mixtur        | Kvinta 1 1⁄3'     |               |        |
|               | Cymbel 3 chor     |               |        |
|               | Tremulant         |               |        |
|               | Crescendosvällare |               |        |